# エンバ中国近代美術館

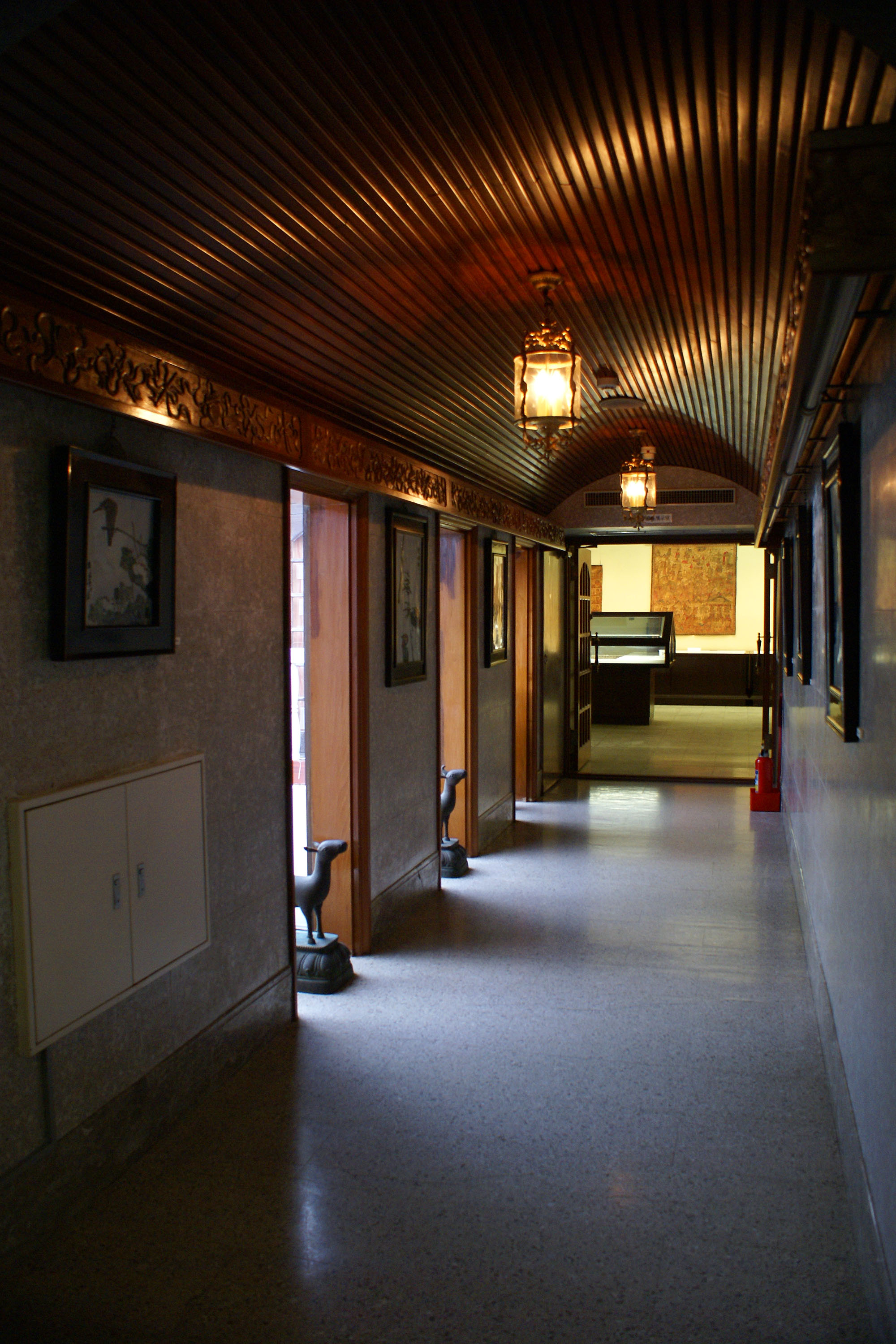
2F通路

エンバ中国近代美術館（エンバちゅうごくきんだいびじゅつかん、英：Emba Museum of Chinese Modern Art）は、兵庫県芦屋市奥池町にある美術館。

## 概要
当美術館の設立は1980年（昭和55年）で、実業家植野藤次郎のコレクションが館収蔵品の基礎となっている。収蔵品は近現代の中国景徳鎮などの陶磁器・刺繍・絵画・工芸品が中心にその数10,000点以上で、特に清代の刺繍3000点のコレクションは、中国国外では最大の収蔵規模である。
美術館の建物は植野家の旧大邸宅を使用しており、六甲山地の中、瀬戸内海国立公園の区域にある。
敷地内にある「奥池倶楽部」には、陶芸教室、テニスコートなどの施設がある。

## 主な所蔵品
- 彩絵蓮花図磁皿（景徳鎮窯、咸豊底款）
- 彩絵美人図方形磁瓶（景徳鎮窯、王錫良作）
- 青花染付葡萄葉水魚図磁壺（秦錫麟作）
- 彩絵樹下人物図磁瓶（景徳鎮窯）
- 廣彩鳥牡丹図磁瓶（潮州彩磁総廠作）
- 彩絵樹石人物図磁瓶（景徳鎮窯）
- 彩絵人物画磁板（王大凡作）
- 彩絵人物画磁板（王歩作）
- 蘇州両面刺繍六曲屏風

## 付属施設
- 中国陶磁器等の販売店
- 奥池倶楽部 - 1990年創立。
  - 陶芸教室
  - テニスコート

## 交通アクセス
- 芦屋駅 (JR西日本)および芦屋川駅（阪急電鉄）から、阪急バス有馬・奥池・芦屋ハイランド行15 - 20分、奥池下車　徒歩1分

## 備考
- ひょうごっ子ココロンカードの対象施設になっている。

## ギャラリー

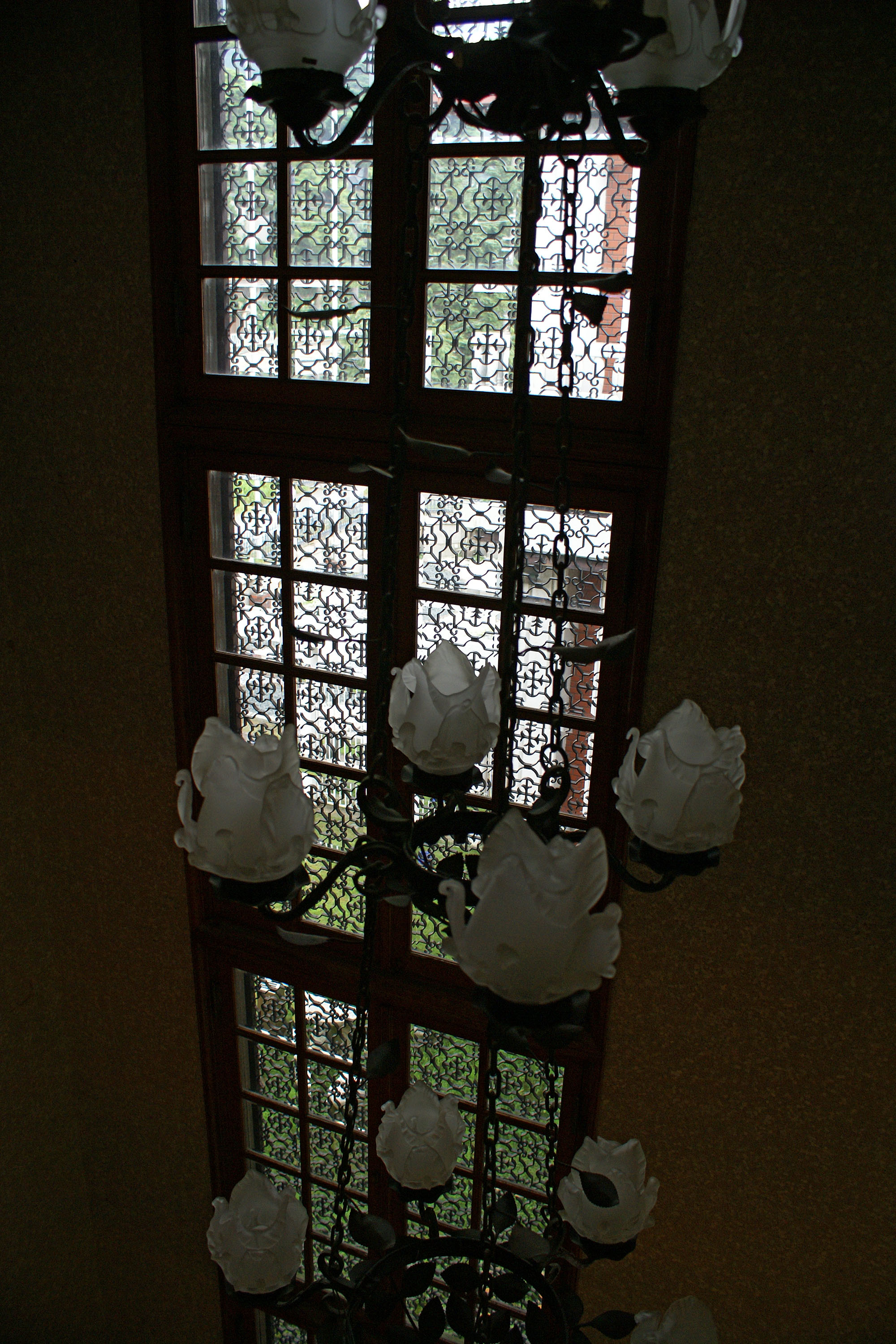
吹き抜け
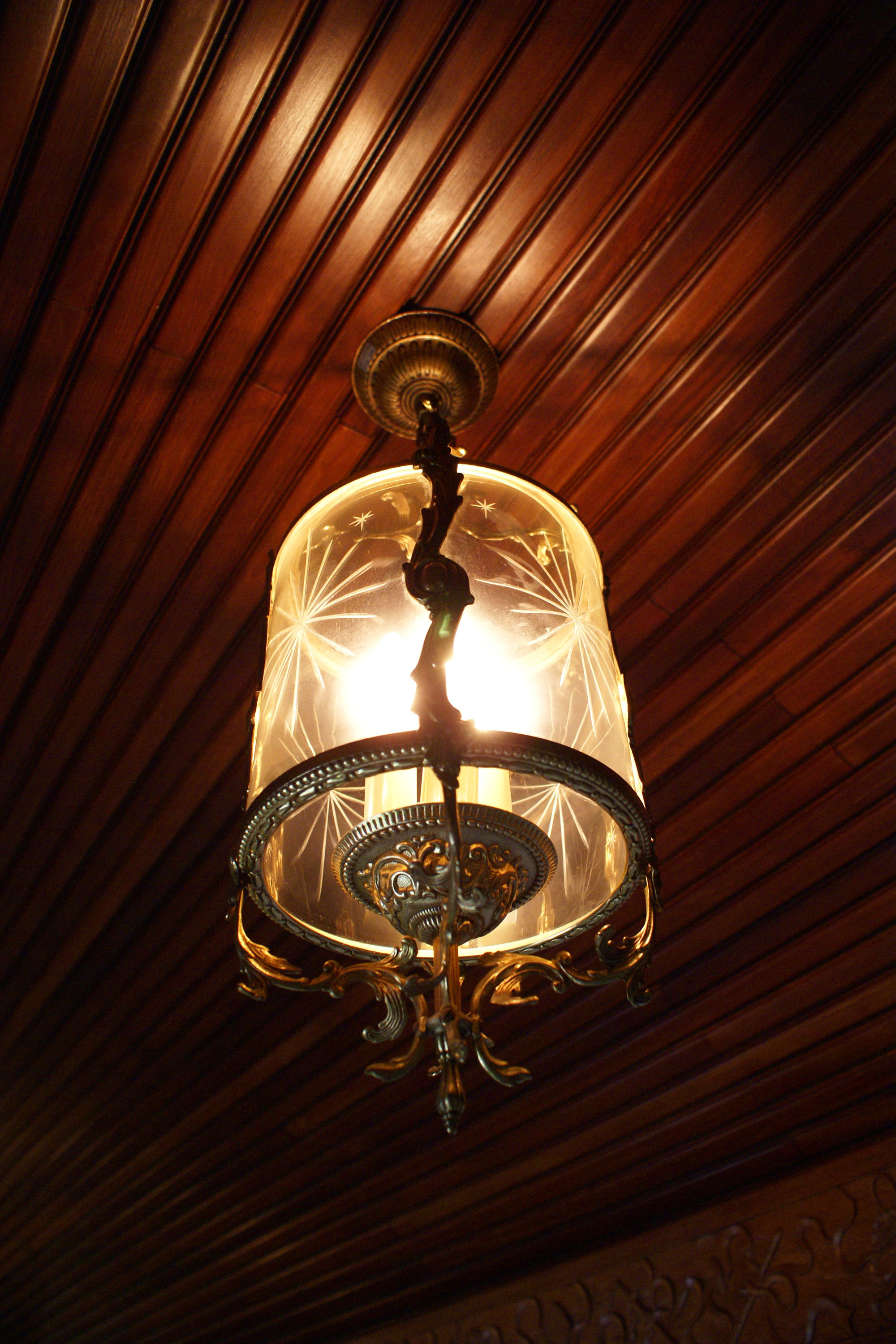
2F通路ランプ
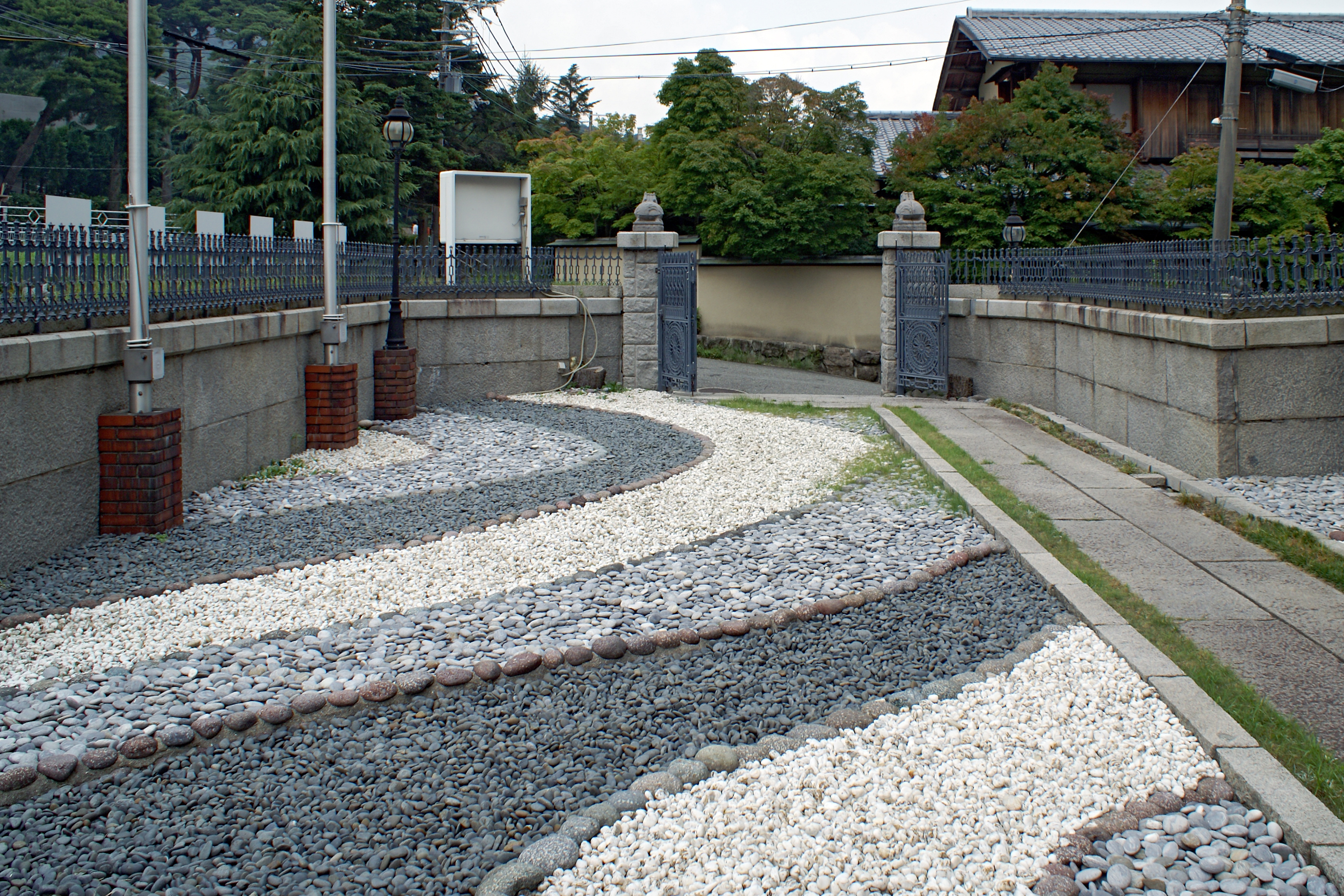
前庭
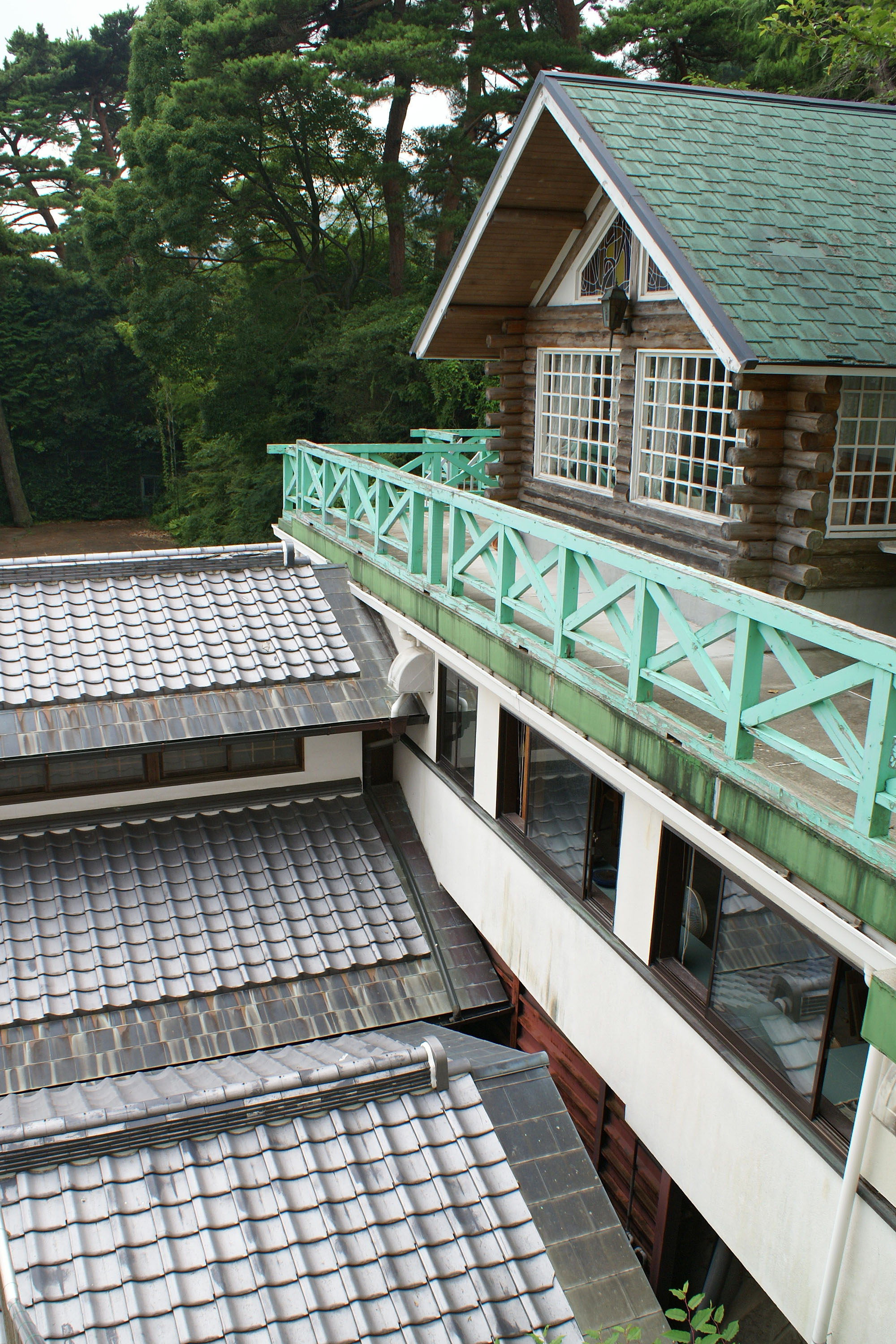
芦屋奥池倶楽部

## 周辺情報
- 芦屋市立美術博物館
- 虚子記念文学館
- 芦屋市谷崎潤一郎記念館
- 滴翠美術館
- 俵美術館
- 旧山邑家住宅（ヨドコウ迎賓館）